# Anders Bardal
Anders Bardal (n. 24 august 1982, Comuna Levanger, Nord-Trøndelag, Norvegia) este un săritor cu schiurile ce a reprezentat Norvegia, medaliat olimpic. A participat la 3 ediții ale Jocurilor Olimpice (2002, 2010, 2014) în care a câștigat două medalii de bronz.